# Емилия Лепида
Емилия Лепида (Aemilia Lepida) е име на римлянка от рода на Емилиите, (gens Aemilia) с когномен Лепид.
Първата известна в историята Емилия Лепида е сгодена за Катон Млади.
- Емилия Лепида (живее през 1 век пр.н.е.) e съпруга на Метел Сципион. Преди това е сгодена за Катон, който се жени за Атилия. Нейната дъщеря Корнелия Метела е последната жена на Помпей Велики.

- Емилия Лепида, съпруга на Гней Домиций Ахенобарб (консул 32 пр.н.е.). Техният син Луций Домиций Ахенобарб (консул 16 пр.н.е.) се жени за Антония Старша, племенница на Октавиан Август и впоследствие баба на император Нерон. Емилия умира преди 31 пр.н.е.

- Емилия Лепида (* 22 пр.н.е.), дъщеря на цензор Павел Емилий Лепид и Корнелия Сципиона. Нейните братя са Луций Емилий Павел (консул 1 г.) и Марк Емилий Лепид (консул 6 г.).

- Емилия Лепида (4/3 пр.н.е.- 53 г.), дъщеря на Луций Емилий Павел и Юлия Младша. През 8 г. се разваля годежа ѝ с по-късния император Клавдий, тя се омъжва за Марк Юний Силан Торкват. Нейната дъщеря Юния Силана е омъжена за Гай Силий.

- Емилия Лепида, дъщеря на Лепид Младши, сестра на Маний Емилий Лепид (консул 11 г.), съпруга на Публий Сулпиций Квириний, от когото е изгонена през 20 г. поради изневяра. Вторият ѝ съпруг e Мамерк Емилий Скавър и имат една дъщеря. Той се развежда с нея, когато през 22 г. е заточена заради убийство чрез отравяне на първия ѝ мъж Квириний, доказано от нейните роби чрез измъчване.

- Емилия Лепида († 36 г.), дъщеря на Марк Емилий Лепид, консул през 6 г., е съпруга на Друз Цезар. Според Тацит е виновна за упадъка на съпруга си. През 36 г., три години след гладната смърт на Друз в затвора, е осъдена за брачна изневяра и се самоубива.

- Емилия Лепида, дъщеря на Маний Емилий Лепид (консул 11 г.), съпруга на по-късния император Галба. С него има два сина. Тя и синовете ѝ умират много по-рано от него.

- Домиция Лепида, майка на Валерия Месалина, съпруга на Клавдий, наследява когномен на нейната баба Емилия Лепида, която вероятно е дъщеря или племенница на триумвир Марк Емилий Лепид.